# Chururi
「Chururi」（チュルリ）は、ゆずの配信限定シングル。2024年5月15日にセーニャ・アンド・カンパニーから配信。

## 概要
前作「ビューティフル」から約9か月ぶりとなるシングル。
日産自動車「サクラ」のCMソングとして書き下ろされた楽曲。2024年6月4日より同CM「サクッといきましょう」篇にて、CMに出演する松たか子とのコラボ歌唱バージョンが使用されたオンエアされ、これが後述のコラボバージョンのリリースにつながる。
ゆずとサクラは前年秋に開催された「YUZU SPECIAL LIVE 2023 HIBIKI in K-Arena Yokohama supported by NISSAN」の際に、横浜駅や日産グローバル本社ギャラリーでの広告などでコラボレーションを実施しており、その延長線上でCMタイアップが実現。松が運転する日産サクラが街中を通り過ぎるシーンにはゆずの2人もゲスト出演している。

## 収録曲
1. Chururi
  - 作詞 : 北川悠仁　作曲 : 北川悠仁・トオミヨウ

ゆず公式サイトでは「曲中で繰り返される合言葉のようなフレーズ“ちゅるり”が印象的な、新たなゆずのポップソング」と紹介されている[3]。
ミュージック・ビデオとジャケットアートワークはフラワーアーティスト・東信とコラボレーションしており、東が主宰のクリエイション集団・AMKKが過去に公開したアニメーション作品「Botanical animation "Story of Flowers 2"」の世界観が楽曲のコンセプト・テーマに一致することから、MVは同アニメーションと楽曲を合わせて新たな作品として再構築したものとなっている[3]。
リリース記念としてジャケットアートワークを刺繍タグで表現したオリジナルデザインの「Chururi Tシャツ」もYUZU Official Storeで販売されている[4]。

## Chururi(feat.松たか子)
「Chururi(feat.松たか子)」は、ゆずの配信限定シングル。2024年11月27日にセーニャ・アンド・カンパニーから配信。

### 概要
ゆずと松たか子による「Chururi」のコラボレーションバージョン。
上述の日産「サクラ」CMで使用されたゆずと松による3人歌唱バージョンは、元々CMの使用箇所のみがレコーディングされていたが、同世代の3人がレコーディング時にほぼ初対面ながらも意気投合したこともあり、後日ゆずサイドからコラボでのフルサイズ歌唱を改めてオファー。松もこれを快諾し、歌い分けも新たに構築したうえで改めて北川のプライベートスタジオで再びレコーディングされた。
ゆずが他アーティストとのコラボ楽曲をリリースするのは、2017年にベストアルバム『ゆずイロハ』に収録されたいきものがかり、back number、SEKAI NO OWARIとのコラボレーションによるセルフカバーを収録して以来7年ぶり。

### 収録曲
1. Chururi(feat.松たか子)
  - 作詞 : 北川悠仁　作曲 : 北川悠仁・トオミヨウ

日産自動車「サクラ」CMソング。